# Kaylia Nemour
Kaylia Nemour (arabisch كيليا نمور; * 30. Dezember 2006 in Saint-Benoît-la-Forêt, Frankreich) ist eine französisch-algerische Turnerin und Olympiasiegerin. Ihr Spezialgerät ist der Stufenbarren.

## Erfolge
Kaylia Nemour begann im Alter von vier Jahren mit dem Turnen bei dem Verein Avoine-Beaumont Gymnastique in Indre-et-Loire, nachdem ihre ältere Schwester bereits dort turnte. 2017 gab sie bei den Juniorinnen ihr internationales Debüt in Combs-la-Ville und turnte bis 2021 für ihr Geburtsland Frankreich. 2021 musste sie sich einer Knieoperation unterziehen und stieg im März 2022 wieder ins Training ein, nachdem ihr Arzt ihr die Freigabe dazu gegeben hatte. Der Mannschaftsarzt des französischen Turnverbandes
verweigerte jedoch die Trainingsfreigabe, zudem stellte der Verband die Anforderung, die damals 14-jährige Nemour solle wie alle Turntalente nach Paris ziehen, wo sie unter professioneller Aufsicht von Verbandstrainern trainieren sollten. Nemour lehnte dies ab und entschied sich, fortan für das Geburtsland ihres algerischen Vaters zu starten. Die dazu erforderliche Wartefrist von einem Jahr hätte mit einer Freigabe des französischen Verbandes vorzeitig beendet sein können, dieser lehnte dies jedoch zunächst ab. Erst nach öffentlichem Druck infolge eines parallel aufgedeckten Missbrauchsskandals, in den Nemour jedoch nicht involviert war, und einer darauffolgenden Intervention von Sportministerin Amélie Oudéa-Castéra erfolgte die Freigabe.
Nemour durfte schließlich im Mai 2023, rechtzeitig zu den Afrikameisterschaften in Pretoria, erstmals international für Algerien antreten. Diese waren zugleich Nemours einzige realistische Chance, sich für die Olympischen Sommerspiele 2024 in Paris zu qualifizieren. Ohne nennenswerte Wettkampfpraxis gewann Nemour die Konkurrenz im Einzelmehrkampf und zeigte an ihrem Lieblingsgerät, dem Stufenbarren, ein neues Turnelement, das daraufhin unter ihrem Namen Einzug in den Code de Pointage fand. Dank dieses Erfolgs sicherte sie sich die Qualifikation für die Weltmeisterschaften in Antwerpen im selben Jahr. Darüber hinaus belegte sie mit der Mannschaft den dritten Platz. Bei den Weltmeisterschaften gelang Nemour am Stufenbarren hinter der Chinesin Qiu Qiyuan der Gewinn der Silbermedaille. Neben dem Finale an diesem Gerät hatte sie sich als 13. der Qualifikation auch für das Einzelmehrkampffinale qualifiziert, womit sie sich schließlich auch die Qualifikation als Einzelstarterin für die Olympischen Spiele in Paris sicherte. Den Einzelmehrkampf schloss sie auf dem achten Platz ab.
Das Jahr 2024 begann Nemour mit drei Weltcupsiegen am Stufenbarren. Bei den Olympischen Spielen erzielte sie in der Qualifikationsrunde eine Gesamtpunktzahl von 55,966 Punkten, das fünftbeste Resultat. Damit zog sie ins Finale des Einzelmehrkampfs ein, in den sie gut startete. Sie wurde am Sprung Vierte und erzielte das beste Resultat aller 24 Finalistinnen am Stufenbarren. Am Schwebebalken erzielte sie den 13. Rang und am Boden Platz elf, wodurch sie letztlich mit 55,899 Punkten auch das Finale auf dem fünften Platz beendete. Noch erfolgreicher verlief für Nemour der Wettkampf am Stufenbarren. Sie hatte sich zunächst mit 15,600 Punkten als Beste für das Finale qualifiziert und verbesserte dort ihre Wertung auf eine persönliche Bestleistung von 15,700 Punkten, womit sie die Goldmedaille gewann und Olympiasiegerin wurde. Dabei ließ sie die Chinesin Qiu Qiyuan knapp hinter sich, die 15,500 Punkte erzielt hatte. Bronze ging an die US-Amerikanerin Sunisa Lee mit 14,800 Punkten.